# Allianz für das Europa der Nationen
Die Allianz für das Europa der Nationen (Alliance for Europe of the Nations, Alliance pour l'Europe des Nations,  AEN) war eine europäische politische Partei, die im Juni 2002 in Brüssel gegründet wurde. Sie entstand aus der 1999 gegründeten Fraktion Union für das Europa der Nationen (UEN) im Europäischen Parlament. Die Allianz setzte sich aus nationalistischen, konservativen und europaskeptischen Parteien zusammen. Nach der Auflösung der UEN infolge der Europawahl 2009 stellte die AEN ihre Tätigkeiten ein.

## Programmatik
Die wichtigsten Punkte und Werte des AEN-Programms waren die Nationen bzw. Nationalstaaten mit ihren Völkern, die Demokratie, die Vielfalt der Traditionen, Solidarität, Frieden, Stabilität, Sicherheit, die westliche Zivilisation und humanistische Prinzipien sowie das Hauptentscheidungsrecht in den meisten Angelegenheiten für die Nationalstaaten.

## Mitglieder
Folgende Parteien waren zu einem Zeitpunkt Mitglied der AEN:
| Albanien     | Albanische Republikanische Partei                          | 2002–2009                                            |
| Bulgarien    | Natzionalen Ideal za Edinstvo                              | –2006/7                                              |
| Dänemark     | Dansk Folkeparti                                           | 2002–2006/7                                          |
| Estland      | Eestimaa Rahvaliit                                         | 2002–2009                                            |
| Frankreich   | Rassemblement pour la France et l’indépendance de l’Europe | 2002–2009                                            |
| Griechenland | Laikos Orthodoxos Synagermos                               | 2002–<2006                                           |
| Griechenland | ESESY (Hellenic League)                                    | 2008/9–                                              |
| Israel       | Likud                                                      | 2002–<2006                                           |
| Israel       | Yisrael Beiteinu                                           | 2002–<2006                                           |
| Irland       | Fianna Fáil                                                | 2002–April 2009 (Wechsel zur ELDR)                   |
| Italien      | Alleanza Nazionale                                         | 2002–März 2009 (in Popolo della Libertà aufgegangen) |
| Italien      | Alleanza Siciliana                                         | 2008/9-                                              |
| Kasachstan   | Media Forum                                                | 2006/7–                                              |
| Lettland     | Tēvzemei un Brīvībai/LNNK                                  | 2002–2009                                            |
| Litauen      | Valstiečių ir Naujosios demokratijos partijų sąjunga       | <2006–2009                                           |
| Litauen      | Tvarka ir teisingumas                                      | 2006/7–2009                                          |
| Luxemburg    | Alternativ Demokratesch Reformpartei                       | 2002–2009                                            |
| Polen        | Prawo i Sprawiedliwość                                     | <2006–2009                                           |
| Portugal     | Centro Democrático e Social – Partido Popular              | 2002–2004 (Wechsel zu ED)                            |
| Rumänien     | Partidul Național Liberal                                  | >2004–2006/7                                         |
| Russland     | Demokratische Partei Russlands                             | 2002–<2006                                           |
| Slowakei     | Slovenská národná strana                                   | 2002–<2006                                           |
| Slowakei     | Ľudová únia                                                | 2003–2004                                            |
| Slowakei     | Hnutie za demokraciu                                       | 2004–2006                                            |
| Tschechien   | Občanská demokratická strana                               | 2002–2004 (Wechsel zu ED)                            |
| Ukraine      | Kongress Ukrainischer Nationalisten                        | <2006–2009                                           |
| Ungarn       | Magyar Vidék és Polgári Párt                               | 2004–2009                                            |
| Zypern       | Agonistiko Dimokratiko Kinima (ADIK)                       | <2006–2009                                           |

## Auflösung
Bei den Wahlen zum Europäischen Parlament im Juni 2009 gewannen die meisten AEN-Mitgliedsparteien keine Mandate mehr; die zur AEN gehörende Fraktion UEN löste sich auf. In der Folge stellte die AEN ihre Tätigkeiten ein.
Die Abgeordneten der polnischen PiS schloss sich der neugegründeten Fraktion der Europäischen Konservativen und Reformisten (ECR) und später wie die Alternativ Demokratesch Reformpartei deren Europapartei Allianz der Europäischen Konservativen und Reformisten an. Die Abgeordneten der Dansk Folkeparti sowie der litauischen Partei Tvarka ir teisingumas wurden Mitglied der ebenfalls neugegründeten Fraktion Europa der Freiheit und der Demokratie und beteiligten sich 2011 an der Gründung der Partei Bewegung für ein Europa der Freiheit und der Demokratie.